# Damages
Damages é uma série de ficção jurídica da televisão americana criada e produzida por Daniel Zelman, Glenn Kessler e Todd A. Kessler. A série é exibida nos Estados Unidos pelo canal a cabo The 101 Network, após a exibição original das três primeiras temporadas no canal FX. Estreou nos Estados Unidos em 24 de Julho de 2007. É exibida desde 13 de Março de 2008 em Portugal pelo canal pago AXN e pelo canal aberto TVI. No Brasil a série é veiculada também pela AXN e pela Rede Globo desde 2008.
A série narra o drama vivido pela bem-sucedida advogada Patty Hewes (Glenn Close) e sua associada Ellen Parsons (Rose Byrne) na firma de advocacia Hewes & Associates, localizada na cidade de Nova York. A primeira temporada (2007) exibe a Hewes & Associates investigando o golpe que o multi-milionário Arthur Frobisher (Ted Danson) aplicou em seus investidores. A trama mais recorrente da temporada, porém, é a tentativa de assassinato sofrida por Ellen Parsons 6 meses após sua entrada na firma.
A segunda temporada (2009) gira em torno de Patty Hewes e um homem de seu passado que agora é investigado por uma grande sabotagem em uma grande empresa de energia. A sub-trama principal é referente a Ellen Parsons, que dessa vez tenta se vingar de Patty investigando-a em segredo ao FBI.
A terceira temporada (2010) foca em Patty agindo em companhia da firma em que sua ex-associada, Ellen Parsons, trabalha a fim de resolver o caso de Louis Tobin (Bernie Madoff), que está envolvido em um escândalo financeiro do governo por roubar dinheiro de milhões de pessoas.
Em 2008 foi indicada ao Globo de Ouro nas categorias de Melhor Série Dramática, Melhor Atriz de série dramática (Glenn Close), Melhor Atriz Coadjuvante de série, minissérie e filmes para TV (Rose Byrne) e melhor Ator Coadjuvante de série, minissérie e filmes para TV (Ted Danson).
A série é aclamada pelo público e pela crítica, mas, devido aos baixos índices de audiência nos EUA, a Fox Entertainment Group optou pelo cancelamento. Após uma longa série de discussões entre emissoras e produtoras, em 19 de Julho de 2010 a DirecTV financiou mais duas temporadas, cada uma com 10 episódios, que serão exibidas exclusivamente no canal americano The 101 Network. Em 12 de setembro de 2012 foi ao ar o último episódio.

## Sinopse
Após iniciar um processo contra o empresário Arthur Frobisher, a advogada Patty Hewes está determinada a destruí-lo através de uma ação coletiva depois de ele sair imune de um escândalo. Enquanto isso, Ellen Parsons, sua mais nova protegida, começa a se envolver cada vez mais no caso - com a ajuda do sócio da firma, Tom Shayes - e descobre que as reviravoltas que a tornaram a marca deste caso talvez não sejam o que aparentam.
E o pior, o trabalho dela aparenta afetar de maneira preocupante a vida de seu noivo, o cirurgião interno David Connor, o que não deve ser uma mera coincidência. Do lado de Frobisher, seu advogado Ray Fiske tem a difícil tarefa de enfrentar a insuperável Patty e manter um cliente difícil satisfeito.
Enquanto Patty enfrenta Frobisher e Ray, Ellen aprende o quanto custa vencer a qualquer preço e que vidas, não apenas fortunas, estão em jogo. E que Patty talvez seja mais maquiavélica do que se pensa. Intensa, repleta de reviravoltas e audaciosa, esta série tem um emocionante mistério sobre um assassinato e está cheia de personagens complexos.
A série tem dois arcos principais na primeira temporada — o caso de Frobisher e o mistério do assassinato envolvendo a discussão de Ellen na sala de interrogação e seus conseqüentes desdobramentos. Os episódios também terão histórias que mostrarão as vidas pessoais dos personagens, mas o foco central da série continuará sendo o relacionamento entre Patty e Ellen, e se a mentora irá auxiliar no sucesso de sua protegida, ou destruir a alma dela. No final da 1ª temporada, o caso de Frobisher e o misterioso assassinato serão solucionados... embora uma questão essencial continuará a ser a base da próxima temporada.

## Elenco e personagens
- Glenn Close - Patricia "Patty" Hewes
- Rose Byrne - Ellen Parsons
- Ted Danson - Arthur Frobisher
- Tate Donovan - Tom Shayes
- Zeljko Ivanek - Ray Fiske
- Noah Bean - David Connor
- Anastasia Griffith - Katie Connor
- Peter Facinelli - Gregory Malina
- Michael Nouri - Phil Garrety
- Philip Bosco - Hollis Nye

## Recepção da crítica
Em sua 1ª temporada, Damages teve recepção geralmente favorável por parte da crítica especializada. Com base de 27 avaliações profissionais, alcançou uma pontuação de 75% no Metacritic. Por votos dos usuários do site, atinge uma nota de 8.4, usada para avaliar a recepção do público.